# حركة اقتراح الحوار
حركة اقتراح الحوار هو حزب سياسي في جزر القمر بقيادة محمد سعيد عبد الله مشانغاما.

## التاريخ
حصل الحزب على 5.4% من الأصوات في انتخابات 1992، وفاز بمقاعد في جمعية الاتحاد.
في أكتوبر 1993، اندمج في التجمع للديمقراطية والتجديد، الذي فاز في الانتخابات البرلمانية في ديسمبر.